# 亞歷山大 (總督)
亞歷山大 （希臘語 Αλέξανδρος; ?—前220年）為塞琉古帝國國王安條克三世在位時的將軍，並被任命為波西斯總督。當前223年安條克三世即位，他分別任命亞歷山大和亞歷山大的兄弟莫倫為帝國重要行省的總督，但亞歷山大他們相當厭惡安條克的重臣赫米亞斯，赫米亞斯善耍陰謀使人相當忌憚，且在當時權貴一時。兩人因而聯手發動叛亂。
赫米亞斯似乎暗自希望安條克三世陷入許多危機，向安條克三世推薦無能的將軍平亂，使叛亂擴大以至於失去整個巴比倫尼亞和美索不達米亞。安條克三世被迫親自率軍平亂，並在阿波羅尼亞戰役中擊敗莫倫和兄弟涅歐勞斯（Neolaus），而莫倫在戰場上自殺，倖存的涅歐勞斯逃至波斯亞歷山大處後，未免族人落入安條克三世手中，把母親與莫倫孩子殺掉後，並勸亞歷山大也跟著自己自殺，俱亡。

## 腳注
1. ↑  波利比烏斯, v. 40, 41, 43, 54 （页面存档备份，存于）